# Павличани
45°41′ пн. ш. 16°35′ сх. д. / 45.69° пн. ш. 16.59° сх. д.
Павличани (хорв. Pavličani) — населений пункт у Хорватії, у Б'єловарсько-Білогорській жупанії у складі міста Чазма.

## Населення
Населення за даними перепису 2011 року становило 63 осіб.
Динаміка чисельності населення поселення: